# Adolfo Vallespinosa
Adolfo Vallespinosa y Vior (Madrid, 1865-Madrid, 1935) fue un militar, político y jurista español.

## Biografía
Nació el 13 de agosto de 1865 en Madrid, desempeñó, entre otros, los cargos de vocal del Directorio Militar y miembro de la Asamblea Nacional Consultiva, encargado del departamento de Justicia,  durante la dictadura de Primo de Rivera. Falleció en Madrid el 11 de septiembre de 1935.